# Franz-Schubert-Institut
Das Franz-Schubert-Institut ist ein gemeinnütziger Verein mit Sitz in Baden (Niederösterreich) zur Förderung der Ausbildung für die Interpretation von Kunstliedern.

## Geschichte

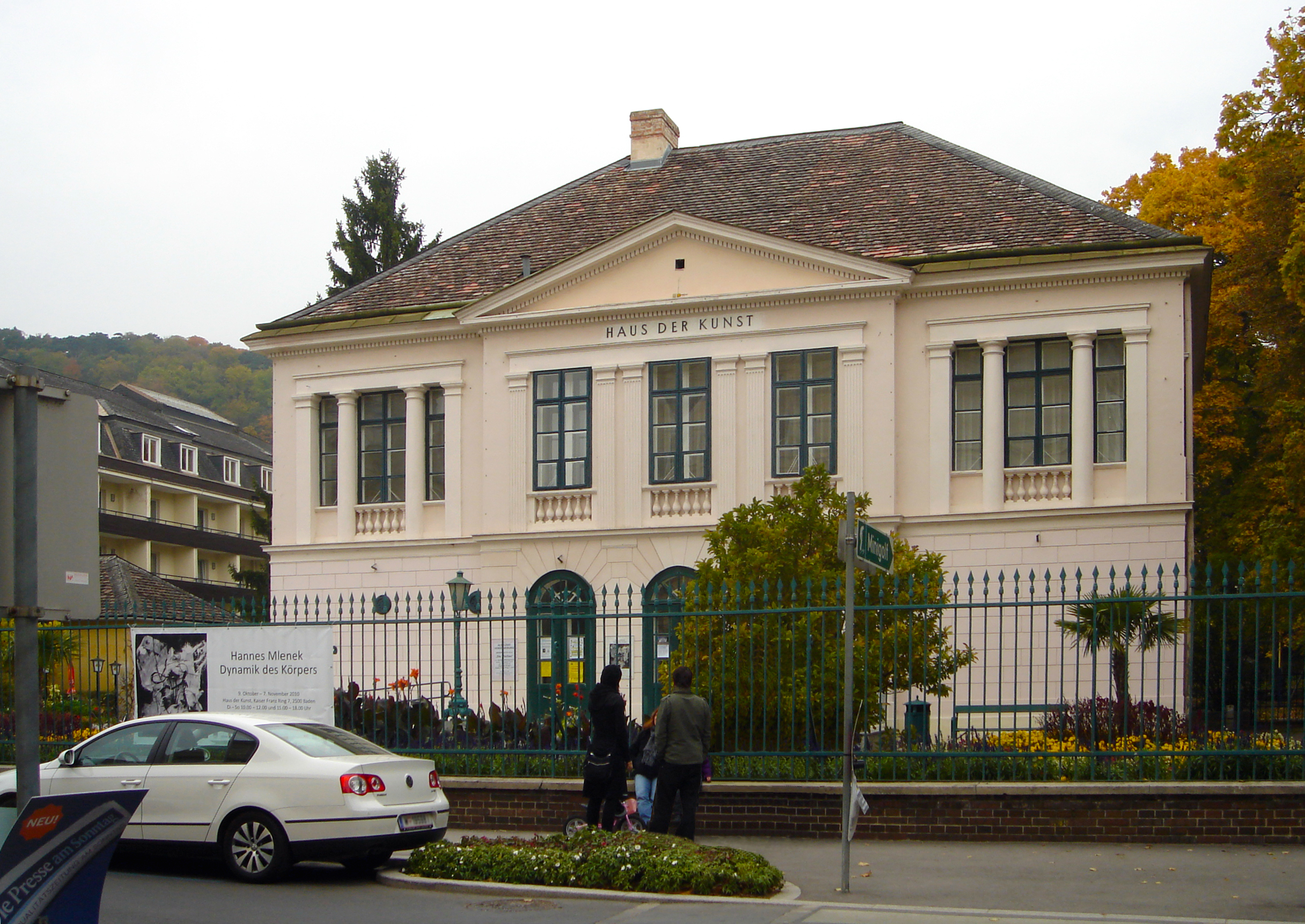
Das Haus der Kunst

Der Kulturwissenschafter Max Deen Larsen (1943–2018) begründete 1978 eine Sommerakademie mit Meisterkursen, in der hochbegabten jungen Sängerinnen und Sängern aus aller Welt die Gelegenheit geboten wird, durch namhafte Liedinterpreten weitergebildet zu werden. Die Kurse dauern etwa fünf bis sechs Wochen und finden seit 1988 im Haus der Kunst in Baden statt.
Larsen legte großen Wert darauf, dass die Sänger einerseits sprachlich gecoacht werden, andererseits jedoch auch die Hintergründe der vertonten Dichtungen, der Komponisten, der Textautoren und des ideengeschichtlichen und geistesgeschichtlichen Umfelds durch Experten erfahren.
Zu den von Larsen verpflichteten Lehrern gehörten Walter Berry, Hans Hotter, Irmgard Seefried, Erik Werba, Elisabeth Kalliana, Kieth Engen und andere. Aktiv sind nach wie vor die Sopranistin Elly Ameling und der Bassist Robert Holl.